# Dmitrij Samokwasow
Dmitrij Jakowlewicz Samokwasow (ros. Дмитрий Яковлевич Самоквасов; ur. 15 maja?/27 maja 1843 w chutorze Samokwasow w guberni czernihowskiej, zm. 5 sierpnia?/18 sierpnia 1911 w Moskwie) – rosyjski archeolog i historyk prawa rosyjskiego.

## Życiorys
Ukończył studia na wydziale prawa Uniwersytetu w Petersburgu. W latach 1877–1894 pracował na Cesarskim Uniwersytecie Warszawskim jako docent i profesor historii prawa rosyjskiego, a w latach 1887–1892 był dziekanem Wydziału Prawa uniwersytetu w Warszawie. Od 1894 pracował na Uniwersytecie Moskiewskim.
Był członkiem rosyjskiej Imperialnej Komisji Archeologicznej i z jej polecenia w 1890 roku przeprowadził badania w kurhanach scytyjskich w Ryżanówce, weryfikując pracę polskiego archeologa Gotfryda Ossowskiego. Prowadził wykopaliska archeologiczne w wielu regionach Rosji. Jednak najsłynniejsze jego prace to wykopaliska w staroruskim kurhanie Czornaja Mogiła w latach 1872–1874 oraz na cmentarzyskach średniowiecznych wojów ruskich wokół Czernihowa.
W 1891 roku przekazał swoją kolekcję starożytnych i średniowiecznych zabytków Muzeum Historycznemu w Moskwie. Sprawował również funkcję kierownika moskiewskich archiwów Ministerstwa Sprawiedliwości. Od 1908 był członkiem Rosyjskiego Muzeum Historycznego. Zmarł w 1911 roku i został pochowany na Cmentarzu Nowodziewiczym w Moskwie.
Jego dorobek naukowy obejmował wiele prac z zakresu archeologii, archiwistyki i historii prawa, w tym takie publikacje, jak: „Prastare miasta Rosji” (Древние города России, 1873), „Historyczne znaczenie grodzisk” (Историческое значение городищ, 1878), „Historia prawa rosyjskiego” (История русского права, 1878–1888), „Archiwa państwowe Europy Zachodniej i reforma archiwów w Rosji” (Государственные архивы Западной Европы и реформа архивов в России, 1900).